# 短翼黄耆
短翼黄耆（学名：Astragalus brevialatus）是豆科黄芪属的植物，是中国的特有植物。分布在中国大陆的四川等地，生长于海拔2,500米的地区，多生长在山坡上，目前尚未由人工引种栽培。

## 别名
短翼芰草（静生生物调查汇报）